# ウィリアム・ヘンリー・ピッカリング
ウィリアム・ヘンリー・ピッカリング（William Henry Pickering、1858年2月15日 - 1938年1月17日）は、アメリカの天文学者。同じく天文学者のエドワード・チャールズ・ピッカリングの弟である。土星の逆行衛星フェーベを発見したことで知られる。

## 業績
ピッカリングは1899年、前年に撮影した写真乾板から土星の9番目の衛星フェーベを発見した。彼はまた1905年にも、その前年に撮影した乾板から土星の10番目の衛星を発見したとしてこの天体をテミスと呼んだが、実際にはテミスは存在しないことが1960年代になって確認されている.。
彼は数回にわたって日食観測の遠征隊を指揮したり、月のクレーターの研究にも取り組んだ。またいくつかの天文台や観測所の建設にも関わっている。代表的なものにパーシヴァル・ローウェルのローウェル天文台がある。1909年ジュール・ジャンサン賞受賞。
1919年、彼は天王星と海王星の位置のずれに基づいて未知の惑星Xの存在を予言し、位置を予報した。彼はウィルソン山天文台で撮影された写真を調査したが、予言された惑星を見つけることはできなかった。後に1930年になって、ローウェル天文台のクライド・トンボーによって冥王星が発見されたが、冥王星の質量はかつて想定されていた程度の重力的影響を天王星や海王星に与えるには小さすぎることが分かっている。現在ではより正確な惑星の質量の値を用いた軌道計算が行なわれ、天王星と海王星の運動のずれは解消されている。
ピッカリングは後半生の多くをジャマイカのマンデヴィルにある自分の天文台で過ごした。彼は月面の写真地図 The Moon : A Summary of the Existing Knowledge of our Satellite (New York: Doubleday, Page & Company, 1903) を出版している。1938年にマンデヴィルの天文台で亡くなり、同地に埋葬された。
彼と兄のエドワード・チャールズ・ピッカリングにちなみ、月面にピッカリングの名を冠したクレーター、小惑星ピッカリンギアがある。

### 死亡記事
- JRASC 32 (1938) 157 (one paragraph)
- MNRAS 99 (1939) 328
- PASP 50 (1938) 122